# Altair (véhicule spatial)
Pour les articles homonymes, voir Altair.
Altair (anciennement Lunar Surface Access Module (LSAM), ou en français Module d'accès à la surface lunaire) est un véhicule spatial conçu par la NASA dont le but était de retourner sur la Lune vers 2020, dans le cadre du programme Constellation, aujourd'hui abandonné. Altair aurait été amené en orbite lunaire par le vaisseau spatial Orion. 
Le président américain Barack Obama annonce le 1er février 2010 son intention d'abandonner le programme Constellation. Cette mesure est approuvée par le Congrès américain, ce qui entraîne l'arrêt du développement du véhicule lunaire Altair ainsi que des lanceurs Ares.

## Nom
En décembre 2007, le LSAM est baptisé Altaïr, du nom d'une étoile de la constellation de l'Aigle, Altaïr qui signifie par ailleurs l'aigle ou l'oiseau en arabe, en double clin d'œil à Eagle, le module lunaire d'Apollo 11.

## Description
Altair est basé sur le module lunaire (LM) du programme Apollo qui a permis aux États-Unis de se poser sur la Lune dans les années 1960-1970.  
Il est constitué de deux sections : un module de descente qui contiendra carburant, comburant, piles et oxygène pour l'équipage et un module de remontée permettant d'accueillir les astronautes et tout l'équipement nécessaire à leur survie.
Tout comme le module lunaire, Altair est de forme cylindrique. Contrairement au LM, où seulement deux astronautes sur trois posaient le pied sur la surface lunaire, c'est tout l'équipage, composé de quatre astronautes, qui descendra sur la surface de notre satellite. Pendant ce temps, le vaisseau spatial Orion demeurerait vide de toute présence humaine en orbite lunaire.
Altair a deux sas d'accès : un sur le dessus afin de permettre le transfert entre le module lunaire et Orion et un autre pour accéder à la surface lunaire. Ils sont similaires à ceux utilisés sur la station spatiale internationale (ISS) et la navette spatiale américaine. Les sas permettent aux astronautes de se dévêtir de leur scaphandre sans contaminer l'air de la cabine de la fine poussière lunaire et ce, sans la dépressuriser.
Cette nouvelle version du LM aurait utilisé du dioxygène liquide (LOX) et de l'hydrogène liquide (LH2 ) pour le module de descente, alors que le module de remontée aurait employé du méthane liquide et du dioxygène liquide (LOX) comme propergol. Contrairement au LM, il doit y avoir allumage pour qu'il y ait combustion de ces ergols.
Le nouvel atterrisseur devait être propulsé par 4 moteurs modifiés RL-10 qui étaient auparavant utilisés sur le deuxième étage du lanceur spatial Saturn I pour la descente et un autre moteur RL-10 pour le retour au vaisseau spatial Orion. 
Étant donné sa dimension et son poids, l'alunisseur Altair aurait été lancé séparément du véhicule Orion par le lanceur spatial lourd Ares V. Ce dernier aurait employé une technologie basée sur les fusées d'appoint de la navette spatiale américaine et le lanceur Saturn V. Une fois lancé, l'atterrisseur rencontrerait Orion en orbite terrestre basse et après avoir fait jonction, ils se seraient dirigés ensemble vers la Lune. 
L'étage de descente devait être utilisé pour l'insertion en orbite lunaire et l'atterrissage sur la lune. Il devait également fournir l'énergie électrique et le support vie pour l'étage de remontée.

## Galerie

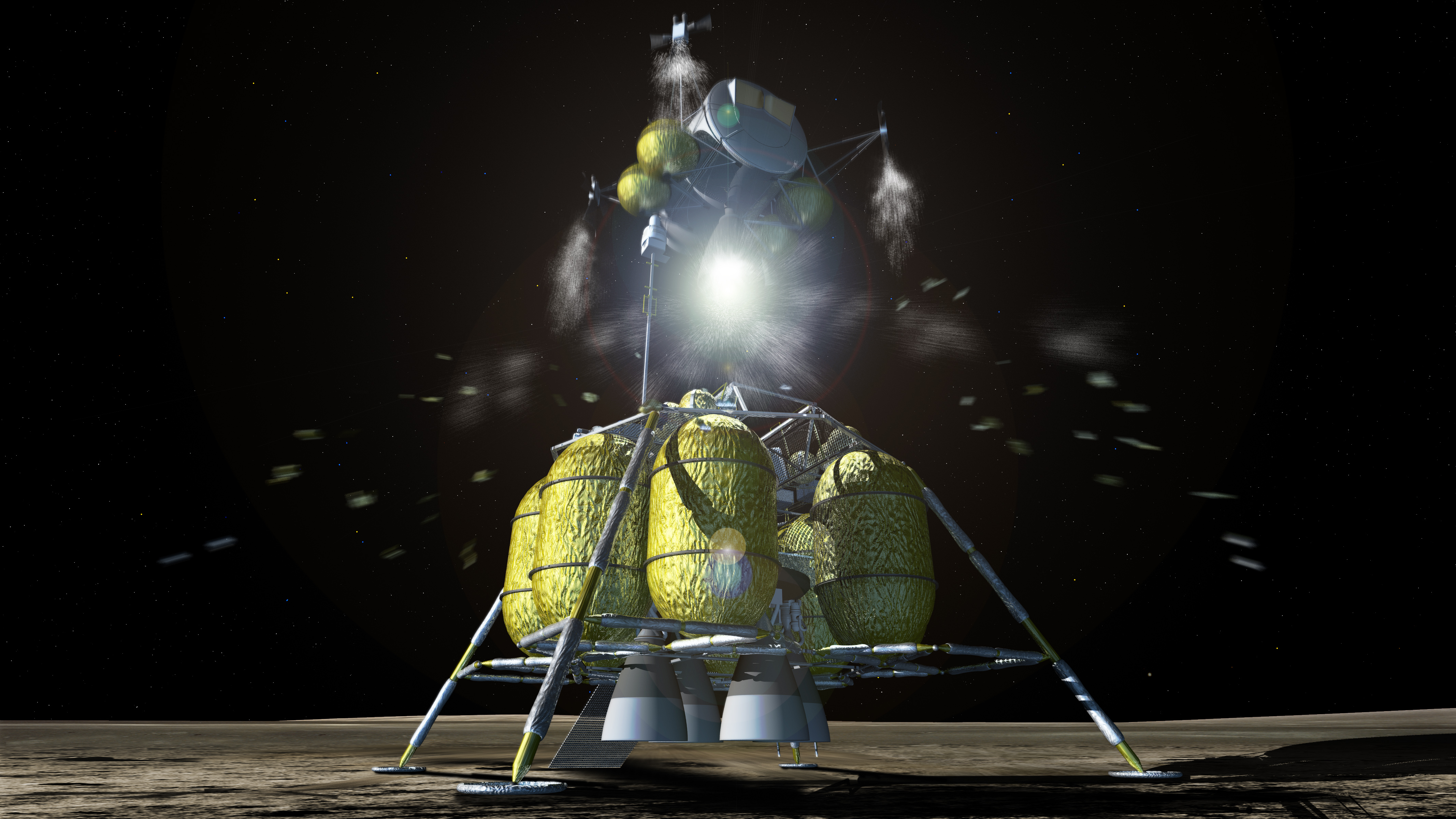
Vue d'artiste en 2006 du lancement du module de remontée d'Altair.
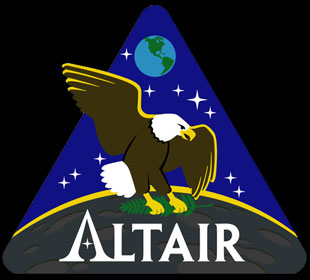
Logo d'Altair
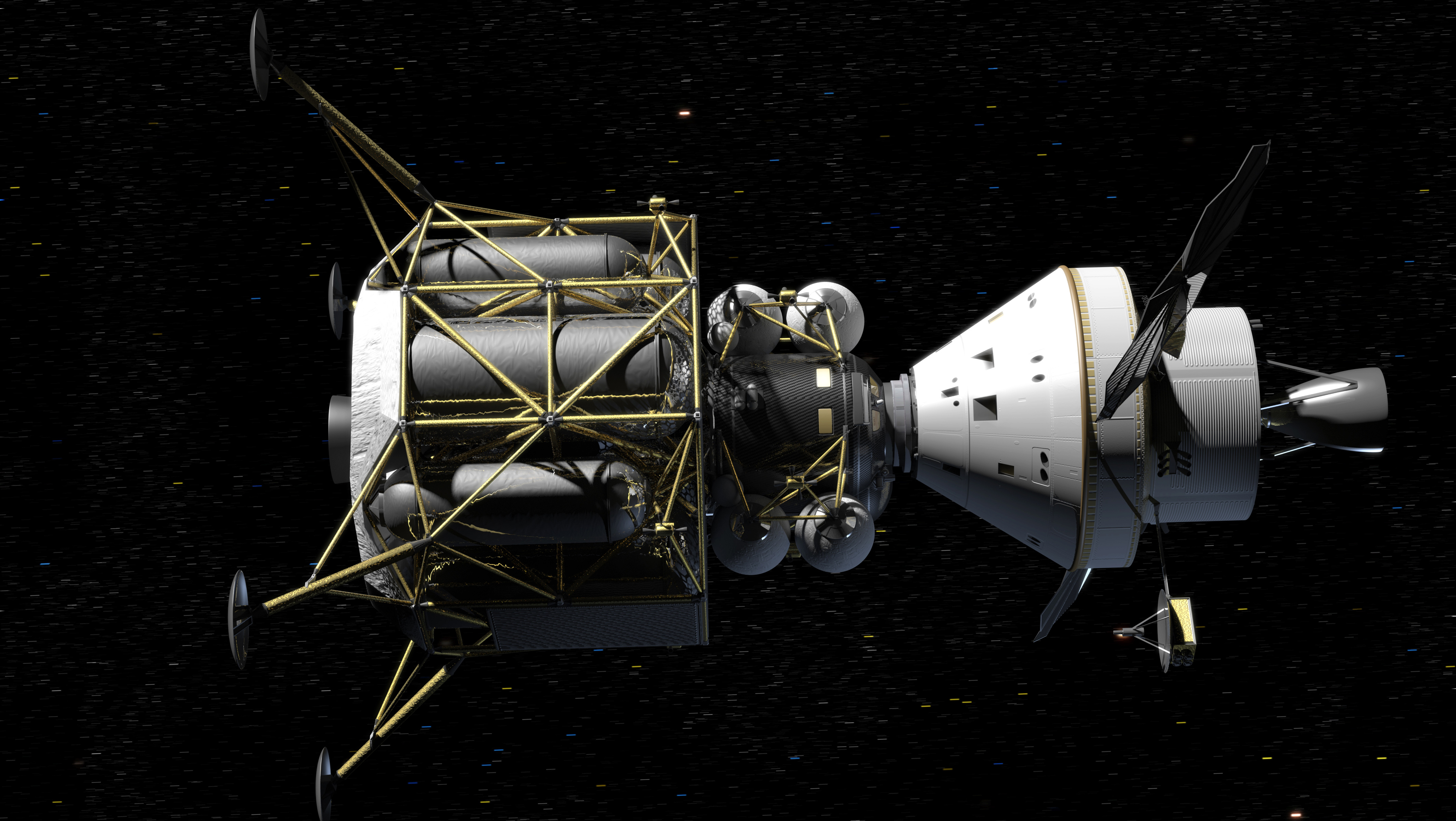
Complexe Orion-Altair

## Composants du programme
- Orion, vaisseau spatial habité
- Ares I, lanceur
- Ares V, lanceur lourd